# Dilazep
Dilazep là thuốc giãn mạch hoạt động như một chất ức chế tái hấp thu adenosine.
Nó được sử dụng để điều trị bệnh cơ tim và rối loạn thận.